# Jiuli Hu
Jiuli Hu (chinesisch 九鲤湖, Pinyin Jiǔlǐ Hú), wörtlich: "Neunkarpfen-See", ist ein See in der Stadt Putian der chinesischen Provinz Fujian. Er liegt hoch in den Bergen nordwestlich des Stadtzentrums, des Stadtbezirks Chengxiang, und ist bekannt durch die neun Wasserfälle am unteren Ende des Sees. Am oberen Ende des Sees gibt es mehr als hundert Höhlen unterschiedlicher Formen und Größen. Auf den Wänden finden sich eingemeißelte Gedichte von historischen Persönlichkeiten.